# Ivan I. Kalita
Ivan I. Daniilovič zvaný Kalita, (1288 – 31. března 1341) pocházel z dynastie Rurikovců. Byl synem knížete Daniila, syna Alexandra Něvského a mladším bratrem velikého knížete vladimirského Jurije III. Daniiloviče. Kníže moskevský od roku 1325, od roku 1328 veliký kníže vladimirský.

## Panování
Ivan Kalita byl schopným vládcem a protřelým diplomatem. Dokázal obratně shromáždit značné finanční prostředky, a to zřejmě především díky tomu, že daně, které odváděla ruská knížectví do Zlaté hordy, procházely jeho rukama, neboť chán Uzbek mu udělil privilegium vybírat pro něj daně na území všech ruských knížectví. Díky tomu bohatl nejen kníže, ale prospívala celá jeho země. Díky svému bohatství si vysloužil přezdívku Kalita, tedy Boháč. Získané prostředky použil na další rozšiřování území moskevského knížectví (kupoval vesnice a snad i celá knížectví), okázalou výstavbu v sídelním městě (nové dubové hradby), ale také k podplácení představitelů Zlaté hordy, aby je přiměl jednat v jeho zájmu. Prestiž Moskvy jako velkoknížecí rezidence se výrazně zvýšila, když se tu roku 1328 natrvalo usídlil metropolita řeckého původu Theognost (rusky Feognost), představený celé ruské církve.
Ivanova politika byla velmi pragmatická. Žádný z jeho předchůdců nebyl tak loajální k chánům Zlaté hordy jako on. Na počátku své vlády neváhal využít živelného povstání, které vypuklo roku 1327 v Tveru, a na příkaz chána Uzbeka se postavil do čela tatarské kárné expedice, která zpustošila nejenom Tver a široké okolí, ale také další ruské země. Intrikoval v Hordě proti svému soupeři tverskému knížeti Alexandru Michailoviči, kterého vystřídal roku 1328 na velkoknížecím stolci. Toto odsouzeníhodné jednání Ivana Kality přineslo – můžeme-li věřit pozdějšímu letopisci – jeden velmi pozitivní výsledek, neboť Tataři "přestali bojovat proti ruské zemi a zabíjet křesťany a křesťané se zotavili z veliké trýzně a mnohých svízelů … a nastalo od těch dob ticho veliké po celé zemi". To se ovšem týkalo především moskevského knížectví, jehož území se tatarské nájezdy vyhýbaly.
Ivan I. Kalita byl prvním ruským knížetem, o němž víme, že zanechal závěť. V ní rozdělil moskevské knížectví, které bylo jeho dědičným majetkem – otčinou na rovné díly mezi své tři syny Semjona Hrdého, Ivana a Andreje. Rezidenční město Moskvu měli spravovat společně. Semjon kromě toho získal od chána Uzbeka jarlyk na titul moskevského knížete i veliké Vladimirské knížectví.